# Boxen bei den Arafura Games
Die Boxwettkämpfe bei den Arafura Games wurden von 1991 bis 2011 alle zwei Jahre (bis auf 2003) in der australischen Stadt Darwin ausgetragen. Frauenwettkämpfe fanden nur in den Jahren 2005 (in vier), 2009 (in drei) und 2011 (in neun Gewichtsklassen) statt. Teilnahmeberechtigt waren ausschließlich Boxer aus dem asiatisch-pazifischen Raum.
2003 wurden die Arafura Games wegen des SARS-Virus abgesagt.
Im Jahr 2013 wurden keine Boxwettkämpfe ausgetragen, da der neue Regierungschef des Territoriums Northern Territory (NT) Adam Giles dieses Sportereignis als zu teuer ansah. Im darauffolgenden Jahr, 2014, gab das NT bekannt, dass die Arafura Games aus diesem Grund nicht mehr stattfinden.

## Bekannte Turniersieger
Zu den bekanntesten Turniersiegern gehören der australische WBA-Weltmeister im Halbschwergewicht Danny Green und der olympische Bronzemedaillengewinner von 1992 und Silbermedaillengewinner der Weltmeisterschaft 1997 im Halbfliegengewicht Roel Velasco.

## Wettkämpfe
| Nr. | Jahr | Ort    | Land       | Artikel |
| --- | ---- | ------ | ---------- | ------- |
| 1   | 1991 | Darwin | Australien | Details |
| 2   | 1993 | Darwin | Australien | Details |
| 3   | 1995 | Darwin | Australien | Details |
| 4   | 1997 | Darwin | Australien | Details |
| 5   | 1999 | Darwin | Australien | Details |
| 6   | 2001 | Darwin | Australien | Details |
| 7   | 2005 | Darwin | Australien | Details |
| 8   | 2007 | Darwin | Australien | Details |
| 9   | 2009 | Darwin | Australien | Details |
| 10  | 2011 | Darwin | Australien | Details |